# Държавен архив – Търговище
Държавен архив – Търговище е отдел в дирекция „Регионален държавен архив“ – Варна.

## Дейност
В него се осъществява подбор, комплектуване, регистриране, обработване, съхраняване и предоставяне за използване на определените за постоянно запазване документи на областната администрация, на общините на територията на Търговищка област, на териториалните структури на държавните органи и на други държавни и общински институции, организации и значими личности от местно значение, както и научно-методическото ръководство и контрол на организацията на работата с документите в деловодствата и учрежденските архиви, тяхното опазване и използване.
Към архива функционират читалня и библиотека. Научно-справочната библиотека разполага с 4760 тома специализирана литература по история, архивистика и други области на науката; речници, енциклопедии, справочници, пътеводители, каталози; документални сборници; периодика; сбирка от старопечатни и редки издания.

## История
Архивът е създаден през март 1963 г. на основание ПМС № 344 от 18 април 1952 г. към Окръжен народен съвет, от 1988 г. е в структурата на Община Търговище. През 1992 г. преминава на пряко административно подчинение на Главно управление на архивите при Министерски съвет. От 1978 г. получава статут на дирекция, а през 2010 г. е преструктуриран в отдел. През 1971 г. архивът се нанася в сградата, където се помещава и сега. След реконструирането ѝ (1992 – 2002) през 2004 г. са пренесени всички архивни документи, които дотогава се съхраняват в архивохранилища извън града.

## Фонд
Първите постъпления (87 архивни фонда с 3562 архивни единици) са предадени от Окръжен държавен архив – Коларовград (Шумен), комплектувани преди административно-териториалната реформа от 1959 г. и създаването на архива в Търговище. През 1993 г. е приет фондовият масив на ОК на БКП, възлизащ на 689 фонда с 11 820 архивни единици, 1315 спомена, 1499 частични постъпления, 292 плика със снимки и албуми.
Общата фондова наличност на архива към 1 януари 2017 г. възлиза на 1122,55 линейни метра с 2401 фонда (2320 учрежденски и 81 лични) и общ брой 175 552 архивни единици, 3045 частични постъпления и 1665 спомена. Застрахователният фонд се състои от 433 735 кадъра негатив и 433 365 кадъра позитив на микрофилмирани документи.

## Ръководители
През годините ръководители на архива са:
- Ана Колева (1963 – 1966)
- Стоян Колев (1966 – 1991)
- инж. Яна Ралева (1991 – 1992)
- Светлин Божинов (1992 – 2016)

## Отличия и награди
Архивът е награден с орден „Кирил и Методий“ ІІІ степен през 1988 г.